# Sametový kabát
Sametový kabát (v německém originále Der Sammtrock, novodobým pravopisem Der Samtrock) je komická opera (singspiel nebo též „veselohra se zpěvy“) o jednom dějství českého skladatele Vojtěcha Jírovce na libreto neznámého autora, které vzniklo úpravou stejnojmenné veselohry německého dramatika Augusta von Kotzebua. Premiéru opery uvedlo 24. listopadu 1809 vídeňské Divadlo u Korutanské brány (Theater am Kärntnertor).

## Vznik, charakteristika a historie
Skladatel Vojtěch Jírovec byl v roce 1804 jmenován druhým kapelníkem vídeňského dvorního divadla a v této funkci v následujících letech napsal velké množství oper (jakož i baletů), z nichž některé byly rozměrné, velkou část však tvořily jednoaktové komické opery. Mezi ně patří i jednoaktovka Sametový kabát z roku 1809. Vznikla podle veselohry velmi populárního německého dramatika počátku 19. století, Augusta von Kotzebua, jež vyšla poprvé roku 1807. Neznámý upravovatel Kotzebuův text v zásadě ponechal a jen doplnil o veršované texty zpěvních čísel. Těch je pouze sedm (vedle předehry). Na divadelních vývěskách je Sametových kabát označován jako „singspiel“, ale tištěné libreto ji uvádí jako „veselohru se zpěvy“, což rovněž poukazuje na poměrně menší význam hudební složky.

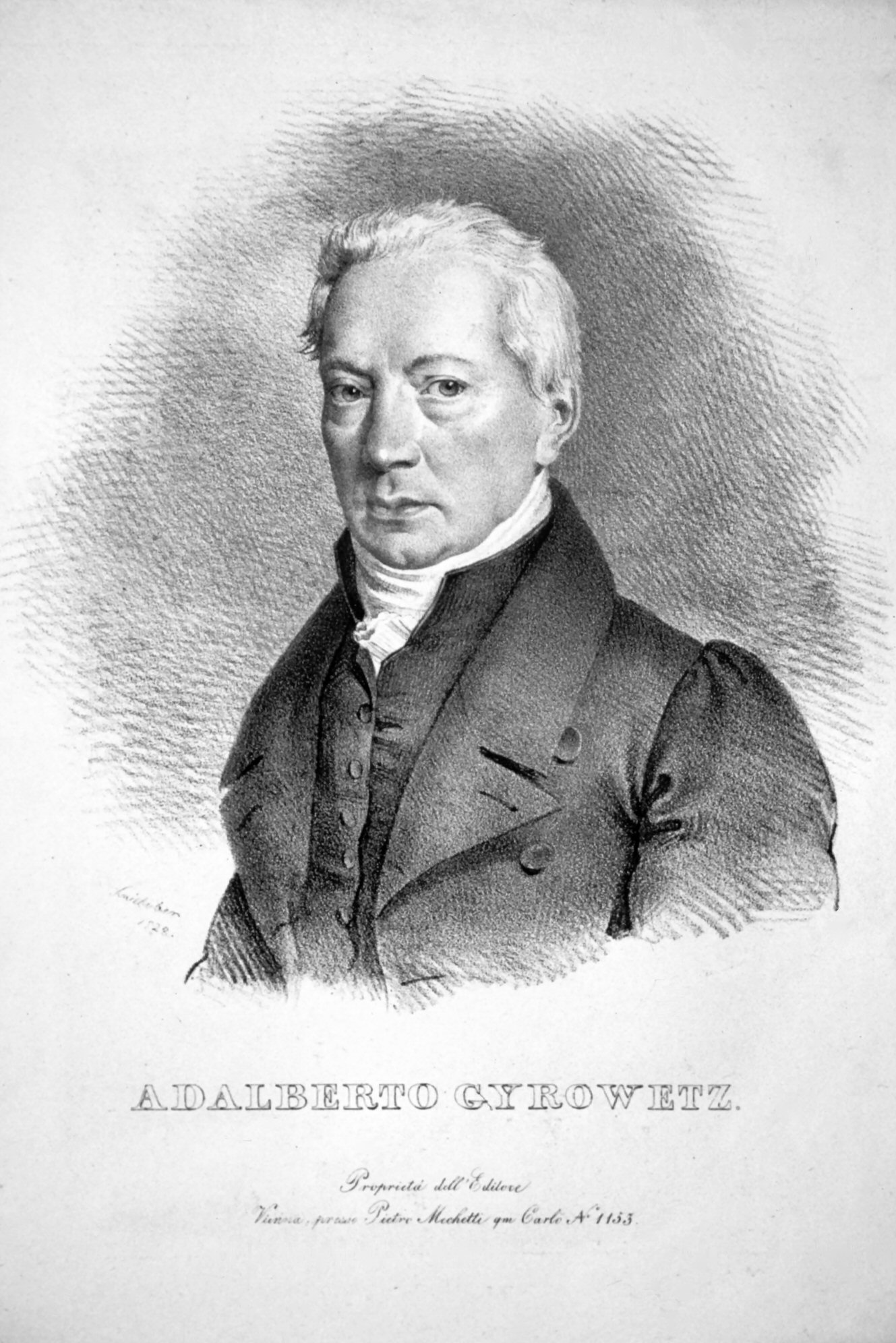
Vojtěch Jírovec, litografie Josefa Kriehubera z roku 1828

Sametový kabát byl přijat obecenstvem velmi příznivě, za což nemálo vděčil už kvalitní Kotzebuově předloze. Byla to však po textové i hudební stránce nenáročná práce a kritika v tisku byla vesměs jen zběžná. Hudební časopis Allgemeine musikalische Zeitung ji označil za „komickou drobnost […] s velmi příjemnou hudbou kapelníka Jírovce“ a podotkl, že byla obecenstvem „přijata veskrze příznivě“. Revue Intelligenzblatt der Annalen der Literatur und Kunst si však na Jírovce stěžovala:  „Skladby tohoto mistra si jsou už nějakou dobu, počínaje Agnes Sorel, všechny podobné.“ Ohlas Sametového kabátu o obecenstva přičítal především „pilnému výkonu pana Weinmüllera“ (Carl Weinmüller hrál hlavní úlohu odtažitého vědátora Kranze).
Na svém původním místě byla Jírovcova drobná opera velmi populární; hrála se střídavě v Divadle u Korutanské brány a v Hradním divadle (Burgtheater) téměř osm let a poslední představení 23. května 1817 bylo čtyřiaosmdesáté. Do jiných divadel se však příliš nerozšířila; konkurencí jí byla už samotná původní Kotzebuova činohra. Uvedlo ji však přinejmenším německé divadlo působící v Budíně a Pešti, kde se mezi lety 1812 a 1814 odehrálo devět představení Jírovcova Sametového kabátu. Vedle toho se hrála v například v Šoproni (premiéra 11. října 1814).
Klavírní výtah Sametového kabátu byl vydán tiskem.

## Osoby a první obsazení
| osoba                     | hlasový obor | premiéra (24. listopadu 1809)               |
| ------------------------- | ------------ | ------------------------------------------- |
| Magistr Kranz             | bas          | Carl Friedrich Clemens Weinmüller           |
| Sybille, jeho žena        | soprán       | Antonia Juliana Laucher (pozd. von Nespern) |
| Advokát Blum              | tenor        | Joseph Frühwald                             |
| Hrabě Lunger              | tenor        | Friedrich Heinrich Demmer                   |
| Dirigent: Vojtěch Jírovec |              |                                             |

## Děj opery
(Odehrává se ve studovně magistra Kranze.)

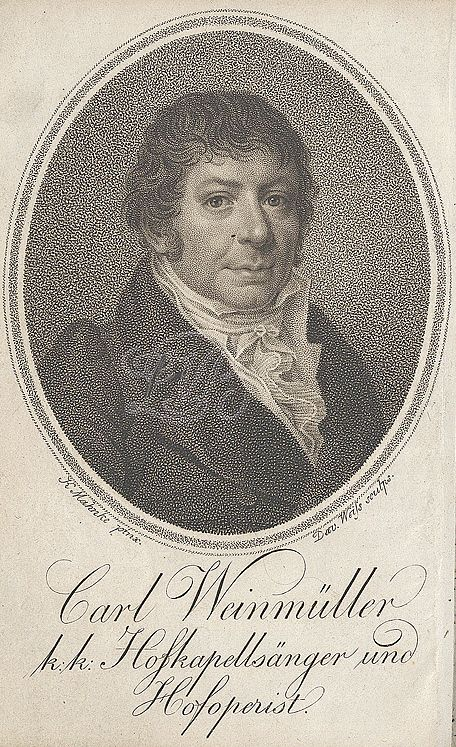
Herec a zpěvák Carl Weinmüller, první představitel magistra Kranze v Sametovém kabátu. Rytina Davida weisse z doby kolem roku 1820

Magistr Kranz je zabrán do překladu Ovidiova Umění milovat – zato jeho žena Sybille si stýská, že toto umění její muž dávno zapomněl. (duet Ovidius hat schwer geschrieben). Sybille si všimne, že si její manžel koupil kvůli večeři u ministra sametový kabát – ale nikoli nový, jak by se patřilo a jak by si mohl dovolit, ale od vetešníka. Kranz obhajuje svou spořivost. Jeho ženě je navíc trnem v oku magistrova schovanka Julie – dcera jeho zesnulého přítele, kterou přijal na vychování. Ostatně i on se Julii chystá vybýt z domu, protože se o ni uchází advokát Blum – jenže to je sice čestný a snaživý úředník, ale dosud bez místa a bez peněz. Nyní by se to však mohlo změnit, protože se Blum šel ucházet o místo hlavního oficiála u hraběte Lungera, který býval do loňska u Kranzů domácím přítelem a dvořil se paní domu. Kranz vybízí svou ženu, aby se ve vlastním zájmu za Bluma u hraběte přimluvila, ale Sybille v rozpacích odmítá. Kranz si po jejím odchodu připomíná své pěstounské povinnosti (árie Zur Scheibe macht sie mich).

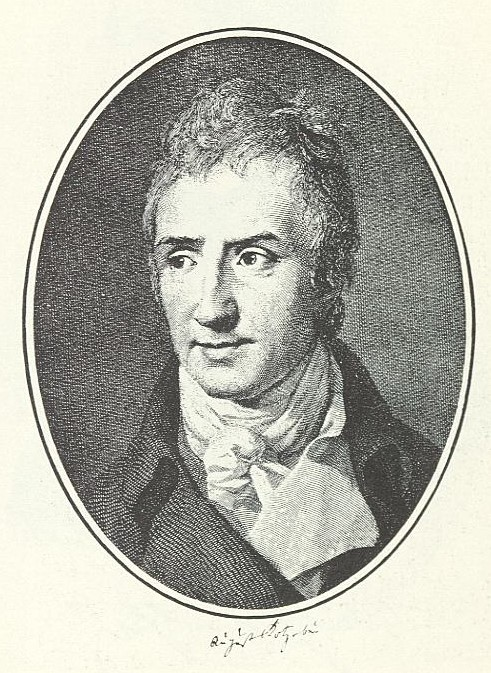
Dramatik August von Kotzebue, autor námětu k Sametovému kabátu

Advokát Blum přichází s nepořízenou. Hrabě Lunger mu sice místo oficiála nabídl, ale s přívažkem – musel by si vzít za ženu hraběcí milenku. To mravný Blum nechce a Kranz ho v tomto rozhodnutí podporuje, i když to znamená další hledání živobytí (duet Ja wohl, nur edler Muth). Po Blumově odchodu si Kranz zkouší sametový kabát a nalezne v jeho kapse milostný lístek, ve kterém zve – jaká to náhoda! – jeho žena hraběte Lungera na dostaveníčko v manželově studovně. Kabát zjevně patříval hraběti. Kranz se zlobí pro domnělou nevěru své choti, jež se vždy staví tak ctnostnou, a chystá pomstu a pár pistolí. Má plán: nařídí své ženě, aby mu ve studovně uklidila knihy, a sám odchází, aby dal lístek hraběti co nejdříve doručit.
Sybille si stěžuje na svůj osud. Manželství je jako některé knihy: vábí zdobenou obálkou, ale až po nákupu člověk zjistí, jak je jejich obsah nudný (árie Wohl gleicht der Ehestand). Kranz se mezitím vrátí a ukryje za zástěnou, aby byl svědkem dostaveníčka – ale nejprve si musí v úkrytu vyslechnout monolog své ženy, která si důvodně stěžuje na manželův nezájem.
Přispěchá hrabě Lunger na domnělou milostnou schůzku. Překvapená Sybille se brání a slušně, ale jednoznačně ho odmítá. Poslala mu před dobrým rokem v okamžiku slabosti jen jeden lístek a oba vědí, jak tehdy schůzka dopadla – Sybille hraběte vykázala navždy z domu. Hrabě se ji snaží přesvědčit, že ji k manželovi váže jen povinnost, zatímco on jí nabízí lásku. Jenže Sybille ví o hraběcí lásce své a stojí na svém. Kranz se v úkrytu raduje a omlouvá, že o své ženě pochyboval (tercet Nein, Lieb' ist eine freye Gabe).
Magistr vystupuje zpoza zástěny a hrabě se děsí následků. Kranz zamkne dveře, vyzve hraběte na souboj a dává vybrat mu jednu z pistolí. Hrabě se z toho snaží nejrůznějšími nabídkami vyvléci, ale Kranz z nich přijme jen jednu: ať dá hrabě advokátovi Blumovi místo oficiála, ale bez přívažku. A protože jeho čestnému slovu šlechtice nedůvěřuje, neodemkne hraběti dveře dříve, než je jmenování stvrzeno písemně černé na bílém. Pak následuje poslední trest: Kranz přivolává svou ženu a nařizuje, aby hraběti projevila vděčnost polibkem (vyjde z toho oboustranně rozpačité gesto). Kranz se následně Sybille omlouvá za podezření a slibuje, že se jí bude napříště více věnovat: už vidí zářnou budoucnost jejich manželství (finále: kvartet Mag auch der Himmel sich umziehn).